# حركة الشباب الفلسطيني
تم التقل كمقالة
حركة الشباب الفلسطيني (PYM) هي منظمة مؤيدة للفلسطينيين ومعادية للصهيونية والاشتراكية ومناهضة للإمبريالية ولها انتشار في أنحاء أمريكا الشمالية وأوروبا تـاسست عام 1982. المجموعة مرتبطة بحزب الإشتراكية والتحرير (PSL)، وهو حزب شيوعي في الولايات المتحدة، مع تحالف الإجابة لوقف الحرب وإنهاء العنصرية. وتتشكل بشكل أساسي من الشباب الفلسطيني والعربي.
شاركت الحركة في احتجاجات الحرب المستمرة بين إسرائيل وحماس في الولايات المتحدة، بما فيها مظاهرات جامعة كولومبيا عام 2024 واحتجاج يوليو 2024 في واشنطن العاصمة  جنبًا إلى جنب مع مجموعات أخرى مختلفة، واتخذت من نهج المقاومة مع مجموعاعت مناهضة للصهيونية في مدينة نيويورك في حياتنا (WOL) في رفض العمل داخل الحزب الديمقراطي.
عام 2024 شاركت الحركة في إنشاء أول ترجمة إنجليزية لرواية وسام الرفيدي ثالوث الأساسيات، التي تناقش المقاومة الفلسطينية. الرفيدي أسير فلسطيني سابق كان محتجزا في إسرائيل.  

## المشاريع والمبادرات
- إطلاق سراح وليد دقة[14]
- حملة بريدية إلكترونية لوليد دقة
- ملصقات النكبة 75
- لا للضم
- دعم المجتمع في مواجهة كوفيد-19
- من فلسطين إلى جنوب أفريقيا
- من جزيرة السلحفاة إلى فلسطين
- مشروع اليونان؛ SWANA connect الكرامة والبقاء والمجتمع للاجئين[15]
- من فلسطين إلى خط الأنابيب

## أنظر أيضا
- الشتات الفلسطيني